# Бекмаханов, Ермухан Бекмаханович
Ермуха́н Бекмаха́нович Бекмаха́нов (каз. Ермұхан Бекмаханұлы Бекмаханов / Ermūhan Bekmahanūly Bekmahanov; 15 февраля 1915, Баянаульская волость, Павлодарский уезд, Семипалатинская область — 6 мая 1966, Алма-Ата) — казахский советский историк, доктор исторических наук (1948), профессор (1949), член-корреспондент АН Казахской ССР (1962).

## Биография
Родился 15 февраля 1915 года в Баянаульском районе Павлодарского уезда. Происходит из рода торе, седьмой потомок Абылай-хана. Абылай — Уали хан — Тауке — Жанпейис — Жанбобек — Беген — Бекмахан — Ермухан.
Окончил в 1937 году Воронежский педагогический институт.
Научный сотрудник, директор Научно-исследовательского института педагогики при Наркомпросе (1937—1945), старший научный сотрудник, заместитель директора Института истории, археологии и этнографии АН КазССР (1945—1947), заведующий кафедрой Казахского государственного университета (1947—1966).
5 сентября 1952 году был арестован по обвинению в «буржуазном национализме» за работу «Казахстан в 20—40-е годы XIX в.». В ней, в частности восстание, поднятое против российских властей казахским ханом Кенесары Касымовым, было названо «национально-освободительным движением казахского народа», а не «феодально-монархическим». За это историки Евгений Тарле, Яковлев, Семён Бушуев охарактеризовали данную работу как «написанную против русских, восхваляющую национальное восстание против России». В декабре 1952 года Ермухан Бекмаханов был признан виновным и приговорён к 25 годам заключения. После смерти Сталина коллегам удалось добиться реабилитации и освобождения Бекмаханова, это произошло в феврале 1954 года.
Исследователь проблем социально-экономической и политической истории Казахстана XIX — начала XX в., революционного движения в крае в период первой русской революции.
Автор работ по этнографии, истории, литературе, правовым наукам, атеизму, истории культуры и искусства казахов, учебников и учебных пособий по истории Казахстана для средней школы. Награждён орденом Красной Звезды и медалями.
Скончался 15 сентября 1966 года в городе Алма-Ата, похоронен на Центральном кладбище города.

## Основные научные работы
- «История Казахской ССР» Алма-Ата, 1943.

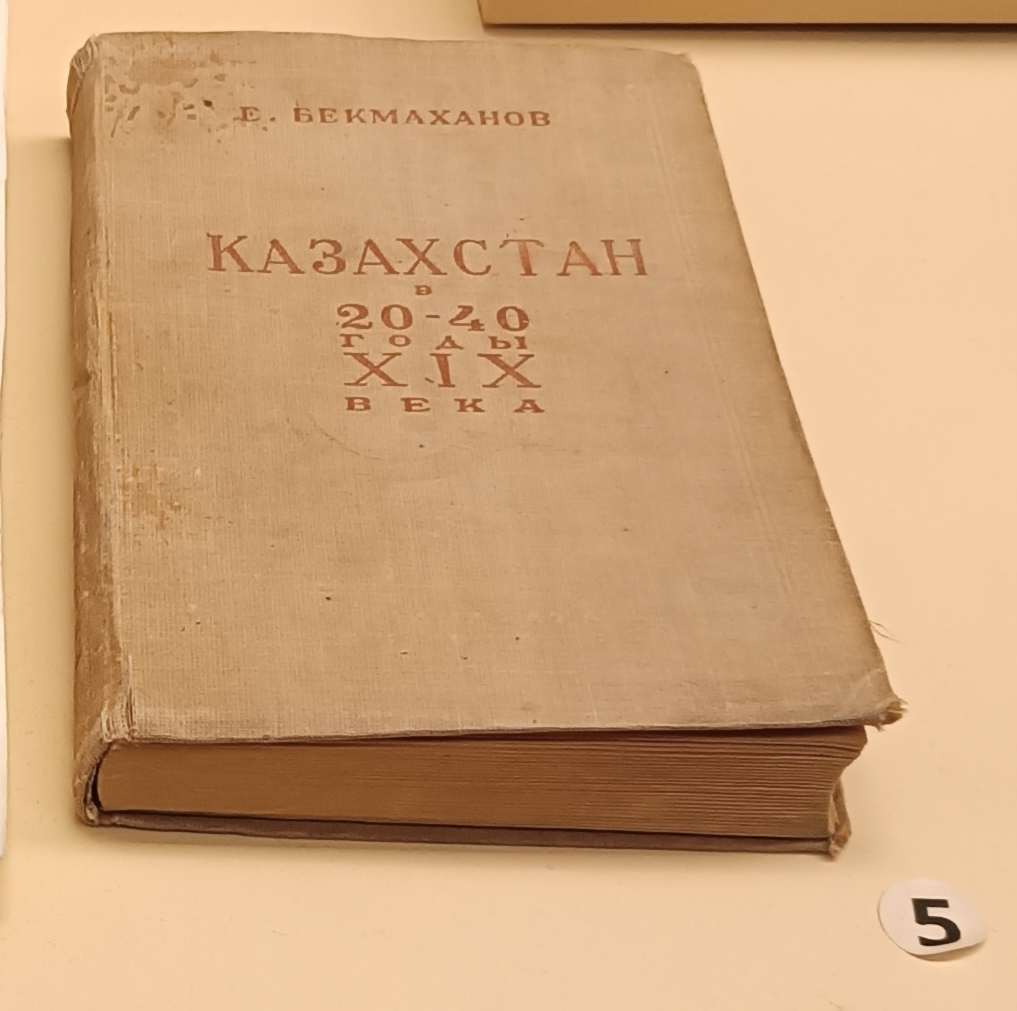
Алматы, 1947 (так написано год издания на 5-й нумеровке).

Этот труд был написан в соавторстве с рядом советских историков, эвакуированных в Алма-Ату в военные годы. Редактором книги была академик АН СССР А. М. Панкратова. Книга вызвала широкий резонанс в научных кругах из-за 14 главы, которая содержала материалы о движении Кенесары Касымова.
- «Казахстан в 20-40-е годы XIX в.» Москва, 1948.

После обсуждения данной работы и его осуждения в газете «Правда» был обвинён в «буржуазном ультранационализме» и осуждён 4 декабря 1952 г. по ст. 58-10 УК РСФСР. Приговор: 25 лет ИТЛ. Лишён всех наград, учёных степеней и званий. Освобождён 16 февраля 1954 г. благодаря вмешательству А. М. Панкратовой; реабилитирован.
- «Присоединение Казахстана к России.» Алма-Ата, 1957.

После опубликования этой работы защитил и получил в Москве докторскую степень. Материалы: Биобиблиография обществоведов Казахстана. — Алма-Ата: Наука, 1986.

## Семья
Дочери — Наиля Бекмаханова (род. 1940), историк, доктор исторических наук, профессор, главный научный сотрудник Института российской истории РАН в Москве и Надия Бекмаханова (род. 1947), микробиолог, доктор биологических наук, заведующая лабораторией Научно-производственного центра микробиологии и вирусологии в Алматы.

## Память
Ермухану Бекмаханову посвящён исторический фильм «Аманат» («Заложник»). Премьера фильма состоялась 31 мая 2015 года, в День памяти жертв политических репрессий, который отмечается в Казахстане 31 мая.
В Павлодаре есть его бюст на территории Торайгыров Университета, а также его именем названа улица.